# 北海道道480号鹿部停车场线
北海道道480号鹿部停车场线（日语：北海道道480号鹿部停車場線）是一条位于北海道茅部郡鹿部町的普通道级道路（北海道道）。

## 道路概况
- 起点：北海道茅部郡鹿部町本別（JR北海道 鹿部站）
- 終点：北海道茅部郡鹿部町本別
- 总距离：1.5千米

## 经过的自治体
- 渡岛综合振兴局
  - 茅部郡鹿部町

## 主要连接道路
- 国道278号（终点）

## 历史
- 1965年（昭和40年）3月26日 - 路線勘定（北海道告示第553号）